# Szabó Kimmel Tamás
Szabó Kimmel Tamás (Kaposvár, 1984. október 9. –) magyar színész.

## Életpályája
A Kaposvári Munkácsy Mihály Gimnáziumba járt. Majd a Színház- és Filmművészeti Egyetemen, zenés-színész szakon végzett. Mesterei Novák Eszter, Ascher Tamás és Zsótér Sándor voltak. Az egyetem elvégzése után játszott Szolnokon, Kaposváron és a József Attila Színház tagja volt egy évig. 2008–2013 között a Nemzeti Színház tagja volt. Eljátszhatta – többek között – a Hamlet címszerepét.2013-2017 között szabadúszó, majd 2017-2020 között az Orlai Produkciós Iroda társulatának tagja volt. Ezután ismét szabadúszó, majd 2025-től a Centrál Színház színésze.
Több filmben is játszott, országos ismertséget a Fonyó Gergely által rendezett Made in Hungaria című film biztosított számára. A 2012. október 12-én induló The Voice – Magyarország hangja című tehetségkutató műsor első évadának műsorvezetője.

### Magánélete
A Kimmel nevet édesanyja után vette fel.
Felesége Anna, akivel 2013-ban házasodtak össze. Két gyermek szülei. Egy lányuk (Bella) és egy fiuk van.

## Színházi szerepei
- Hámor (Csiky Gergely: Buborékok) – bemutató: 2004. február 22. Nemzeti Színház
- Joseph (Marina Carr: A Macskalápon) – bemutató: 2005. március 25. Nemzeti Színház
- Óceán (Johann Wolfgang von Goethe: A pókká vált leány) – bemutató: 2006. december 9.  Vasvári Emese Lakásszínház
- Alfréd (Ödön von Horváth: Mesél a bécsi erdő) – bemutató: 2007. február 8. Nemzeti Színház
- Polgármester (Friedrich Dürrenmatt: Az öreg hölgy látogatása) – bemutató: 2008. január 13. József Attila Színház
- Huang-Ti, kínai császár (Weöres Sándor: Holdbeli csónakos) – bemutató: 2008. november 17. Nemzeti Színház
- Prohor, Fedot Zseleznov, haldokló (Makszim Gorkij – Bertolt Brecht: Vassza Zseleznova / A kivétel és a szabály) – bemutató: 2008. november 22. Nemzeti Színház
- Strázsa mester (Kacsóh Pongrác: János vitéz) – bemutató: 2009. január 16. Nemzeti Színház
- Azariás (Jean Racine: Atália) – bemutató: 2009. március 14. Nemzeti Színház
- Osvald (Shakespeare: Lear Király) – bemutató: 2009. március 19. Nemzeti Színház
- II. Endre (Katona József: Bánk bán junior) – bemutató: 2009. július 11. Nemzeti Színház
- Tomi (Mika Myllyaho: Pánik) – bemutató: 2009. október 14. Nemzeti Színház
- Val Xavier (Tennessee Williams: Orfeusz alászáll) – bemutató: 2009. december 19. Nemzeti Színház
- Szoljonij, Vaszilij Vasziljevics, százados (Anton Pavlovics Csehov: A három nővér) – bemutató: 2010. szeptember 24. Nemzeti Színház
- Urbán Vince, újságíró (Závada Pál: Magyar ünnep) – bemutató: 2010. november 19. Nemzeti Színház
- Hamlet (William Shakespeare: Hamlet) – bemutató: 2012. március 12. Nemzeti Színház
- von Taussig (John Osborne: Hazafit nekünk!) - bemutató: 2012. április 27. Nemzeti Színház
- Belize, Mr. Kamu, Caleb (Tony Kushner: Angyalok Amerikában) – bemutató: 2012. szeptember 28. Nemzeti Színház
- Nick (Joe DiPietro: A folyón túl Itália) – bemutató: 2014. október 8. Orlai Produkciós Iroda

## Reklámjai
- Ford B-MAX és a The Voice
- Telenor - Klikk: a telefonokosító

## Filmjei

### Játékfilmek
- Megy a gőzös (2007)
- Made in Hungaria (2009)
- Dobogó kövek (2010)
- Matula kalandpark (2011)
- Budapest angyala (2011)
- 1945 (2017)
- A tökéletes gyilkos (2017)
- Jupiter holdja (2017)
- Pappa Pia (2017)
- Apró mesék (2019)
- Nagykarácsony (2021)
- Lefkovicsék gyászolnak (2024)

### Tévéfilmek
- Mátyás, a sosemvolt királyfi (2006)
- Pirkadat (2008)
- Szemfényvesztők (2008)
- Variációk (2009)
- Sweet Sixteen, a hazudós (2010)
- Tűnt idők mozija (2011)
- Társas játék (2013)
- Munkaügyek (2013)
- A berni követ (2014)
- Utolsó órák (2014)
- Mintaapák (2019–2020)
- Apatigris (2021)
- A Király (2022)
- Mellékhatás (2023)

## Díjak
- Arany Medál díj (2009)[10]
- POSZT - Legjobb 30 év alatti színész (2011)
- Junior Prima díj (2012)